# Lacapelle-Biron
Lacapelle-Biron é uma comuna francesa na região administrativa da Nova Aquitânia, no departamento Lot-et-Garonne. Estende-se por uma área de 13,97 km². Em 2010 a comuna tinha 425 habitantes (densidade: 30,4 hab./km²).